# 葛塚町
葛塚町（くずづかまち）は、かつて新潟県北蒲原郡にあった町。1955年3月31日の合併によって消滅し、現在は新潟市北区の一部となっている。
以下の記述は合併直前当時の旧葛塚町に関しての記述であり、現在では名称等が異なる場合がある。なお、ここに記述されていない内容に関しては北区 (新潟市)#葛塚地区などの記事を参照。

## 概要
江戸時代から定期市が開かれ、地域経済の中心として発展した在郷町の性格を持つ。
明治時代は新井郷川を利用した蒸気船により前身の葛塚村の頃から新潟-新発田間を中継する宿場町として栄えた。しかし、1912年（大正元年）に新津駅 - 新発田駅間に鉄道が開通すると、人の流れは鉄道へシフトし停滞期に入る。その後、白新線が開通することにより発展することを期待されながら、昭和の大合併により1955年に消滅することになる。

### 町名の由来
新発田藩主の溝口のお殿様が福島潟上を渡っていた時に、葛が群生しておったため、葛塚と名づけられた、といわれている。

## 沿革
- 1889年（明治22年）4月1日 - 町村制施行に伴い北蒲原郡葛塚村が村制施行し、葛塚村が発足。
- 1901年（明治34年）11月1日 - 北蒲原郡葛塚村、太田古屋村、嘉山村（一部）が合併し、町制施行して葛塚町が発足。
  - 町役場は常磐町にあった嚶鳴館に設置。町長事務取扱は市島次太郎が任命された[2]。
- 1904年（明治37年）7月29日 - 町役場を下町（葛塚3297）へ移転[2][3]。
- 1929年（昭和4年）11月1日 - 葛塚町水道を開設[2][4][5]。
- 1955年（昭和30年）3月31日 - 北蒲原郡木崎村、岡方村と合併し、豊栄町となり消滅。

## 行政

### 歴代町長
- 官選制町長時代
  - 市島次太郎[2]（1902年2月8日 - 1902年3月20日）
  - 林徹[2]（1902年5月2日 - 1905年5月14日）
  - 市島次太郎[2]（1905年6月8日 - 1913年6月8日）
  - 山田己三次[2]（1914年1月10日 - 1923年4月6日）
  - 市島次太郎[2]（1923年5月17日 - 1923年6月23日）
  - 山田藤太[2]（1923年8月1日 - 1923年10月23日）
  - 山田己三次[2]（1924年4月8日 - 1926年4月3日）
  - 坂井信[2]（1937年3月10日 - 1939年3月2日）
  - 水戸平作[2]（1939年3月2日 - 1946年11月9日）
  - 小川寛次（代執行者、助役、1946年11月10日 - 1947年4月7日）
- 民選制町長時代
  - 八田健吉[2]（2期、1947年4月8日 - 1955年3月30日）

## 学校

### 小学校
- 葛塚町立葛塚小学校
- 葛塚町立太田小学校

### 中学校
- 葛塚町立葛塚中学校

### 高等学校
- 新潟県立新発田商工高等学校葛塚分校（定時制）

## 交通

### 鉄道路線
- 日本国有鉄道
  - 白新線
    - 葛塚駅

現在は旧町域に黒山駅も設置されているが、当時は未開設。

### 道路

#### 県道
- 築地葛塚線（現新潟県道26号新発田豊栄線の一部）
- 島見浜葛塚線（現新潟市道豊栄1-361号線・豊栄1-765号線の一部）
- 葛塚新潟線（現新潟県道26号新発田豊栄線・新潟市道豊栄1-361号線の一部）
- 葛塚水原線（現新潟県道26号新発田豊栄線・新潟市道豊栄1-361号線の一部）